# 날쌘그라칠레주머니쥐
날쌘그라칠레주머니쥐(Gracilinanus agilis)는 브라질에서 발견되는 작은 주머니쥐의 일종이다. 아르헨티나와 볼리비아, 브라질, 콜롬비아, 페루, 파라과이 그리고 우루과이에서 발견된다. 야행성 동물이자 수상성 동물로 숲 하부에서 자주 발견되며 가느다란 가지와 덩굴을 이용한다. 상록수림과 대상림 속에서 발견된다. 특히 남아메리카 남부 지역 대상림에서 서식하지만, 넓은 서식지 내성을 갖지 있다. 쓰러진 나무 줄기 아래, 나무 구멍 속, 습윤 산림 등에서도 포획한 적이 있다. 나무 오르기에 적응이 되어 있고, 식물로 이루어진 둥지는 땅에서 1.6m 위에서도 발견된다. 하나의 둥지에 7마리까지 산다. 파라과이 동부 지역에선, 식물 속에서 흔히 포획되지만 땅에서 붙잡히기도 한다. 브라질 세하도 지역 전역에서 발견되며, 보통 대상림과 같은 중습성 지역과 관련이 되는 지역이다. 새끼를 12마리까지 낳는다. 암컷에게 육아낭이 없으며, 젖을 물리지 않을 때는 젖꼭지가 몸 밖으로 드러나지 않는다.